# Irène Till-Bottraud
Irène Till-Bottraud (París, 14 de diciembre de 1960) es una botánica, profesora, taxónoma, y exploradora francesa. Desarrolla actividades académicas y científicas, sobre botánica, ecología, y biología evolutiva en el Laboratorio de Ecología alpina, Instituto de Ecología, Universidad Pierre y Marie Curie.

## Algunas publicaciones
- alex Fajardo, cristian Torres-Díaz, irène Till-Bottraud. 2016. Disturbance and density-dependent processes (competition and facilitation) influence the fine-scale genetic structure of a tree species' population. Ann Bot 29 ;117 (1): 67-77 resumen
- f. Nicolé, e. Brzosko, i. Till-Bottraud. 2005. Population viability analysis of Cypripedium calceolus in a protected area: longevity, stability, and persistence. J. of Ecology 93: 716–726.
- mary t.k. Arroyo, alison m.r. Davies, irène Till-Bottraud. 2004. Chaetanthera acheno-hirsuta (Tombesi) Arroyo, A.M.R. Davies & Till-Bottraud elevated to species, new for the flora of Chile. Gayana Bot. 61 (1): 27-31.
- n. Jaeger, i. Till-Bottraud, l. Despres. 2000. Evolutionary conflict between Trollius europaeus and its seed-parasite pollinators Chiastocheta flies. Evolutionary Ecology Res. 2:885–896.
- i. Dajoz, i. Till-Bottraud, p.-h. Gouyon. 1993. Pollen aperture polymorphism and gametophyte performance in Viola diversifolia. Evolution 47: 1080–1093.
- ---------, ---------, ------------. 1991. Evolution of Pollen Morphology. Science 253:66—68
- x. Reboud, i. Till–Bottraud. 1991. The cost of herbicide resistance measured by a competition experiment. Theor Appl. Genet. 82: 690–696.
- l. Wu, i. Till-Bottraud, A. Torres. 1987. Genetic differentiation in temperature- enforced seed dormancy among golf course populations of Poa annua L. New Phytol. 107:623 — 631

## Membresías
- de la Société Botanique de France[2]